# برج سفلي
برج سفلي هي قرية في مقاطعة هشترود، إيران. عدد سكان هذه القرية هو 249 في سنة 2006.